# جوليا روبرتس
جوليا فيونا روبرتس (بالإنجليزية: Julia Fiona Roberts)‏ (من مواليد 28 أكتوبر 1967 –) هي ممثلة أمريكية. روبرتس معروفة بأدوارها الرئيسية في أفلام تشمل العديد من الأنواع، وقد حصلت علي العديد من الجوائز، منها جائزة أوسكار، وجائزة أكاديمية بريطانية للأفلام، وثلاث جوائز غولدن غلوب. حققت الأفلام التي قامت ببطولتها كافةً أكثر من 3.9 مليار دولار عالميًا، وهو ما جعلها واحدة من نجوم هوليوود الأكثر تحقيقًا للإيرادات.
بعد انطلاقاتها المبكرة بظهورها في الفيلمين ميستك بيتزا (1988) وماغنوليا من فولاذ (1989)، أسست روبرتس من نفسها ممثلة لأدوار البطولة بعدما لعبت دور البطولة في فيلم الكوميديا الرومانسية امرأة جميلة (1990)، والذي حقق 464 مليون دولار في جميع أنحاء العالم. وقد قامت ببطولة العديد من الأفلام الناجحة تجاريًا خلال عقد التسعينيات، منها أفلام الكوميديا الرومانسية الكالت زواج أعز صديق (1997)، ونوتينغ هيل (1999)، والعروسة الهاربة (1999)، قبل أن تفوز بجائزة الأوسكار لأفضل ممثلة لأدائها في فيلم دراما السيرة الذاتية إيرين بروكوفيتش (2000). حققت روبرتس المزيد من النجاحات السينمائية في العقود التالية بأفلام أوشن 11 (2001)، وأوشن 12 (2004)، وحرب تشارلي ويلسون (2007)، وعيد الحب (2010)، وإيت براي لوف (2010)، وأغسطس: مقاطعة أوساج (2013)، ووندر (2017)، وتذكرة إلى الجنة (2022). كما ترشحت لجائزة الإيمي برايم تايم لفيلم إتش بي أو التلفزيوني القلب العادي (2014)، وحصلت علي أول أدوارها التلفزيونية المنتظمة بالموسم الأول من مسلسل أمازون برايم فيديو المثير نفسيًا العودة للوطن (2018)، وجسدت دور مارثا ميتشيل في مسلسل ستارز السياسي القصير جاسليت (2022).
بجانب التمثيل، تدير روبرتس شركة الإنتاج أفلام أوم الحمراء، والتي من خلالها عملت منتجة تنفيذية لعدة مشاريع قامت ببطولتها، بالإضافة إلي الأجزاء الأربعة الأولي من سلسلة أفلام فتاة أمريكية (2004–2008). مثلت كسفيرة عالمية للانكوم منذ 2009. كانت الممثلة الأعلي أجراً في العالم في غالبية التسعينيات والنصف الأول من الألفينيات. تلقت أجرًا بقيمة 300،000 دولار لفيلم امرأة جميلة (1990)، تلقت أجورًا لا سابق لها وقتها بقيمة 20 مليون دولار و25 مليون دولار لأدوارها في إيرين بروكوفيتش (2000) وابتسامة الموناليزا (2003)، علي التوالي. بحلول 2020، قُدرت ثروة روبرتس بحوالي 250 مليون دولار. صُنفت من قِبل مجلة بيبول كأجمل امرأة في العالم 5 مرات.

## مطلع حياتها والعائلة
وُلدت جوليا روبرتس يوم 28 أكتوبر عام 1967 بمدينة سميرنا في ولاية جورجيا، لوالديها الممثلة بيتي لو بريديموس (وُلدت عام 1934- وتوفيت عام 2015) ووالتر غرادي روبرتس (1933-1977). تنحدر روبرتس من سلف إنكليزي، واستكلندي، وأيرلندي، وويلزي، وألماني، وسويدي. كان والدها يتبع الكنيسة المعمدانية، وكانت والدتها كاثوليكية رومانية، وتربت جوليا على أن تكون كاثوليكية. كان الأخ الأكبر لجوليا إريك روبرتس، الذي وُلد عام 1956، والذي انفصلت عنه جوليا لعدة أعوام حتى عام 2004 ممثلًا، بالإضافة إلى أختها الكبرى ليزا روبرتس جيلان التي وُلدت عام 1965، وابنة أخيها إيما روبرتس. كانت لجوليا أيضًا أخت صغرى غير شقيقة، وهي نانسي موتس (1976-2014).
تقابل والدا جوليا، اللذان كانا يعملان في التمثيل سابقًا والكتابة المسرحية، خلال تقديم أحد العروض المسرحية للقوات المسلحة. واشتركا بعد ذلك في تأسيس ورشة أتلانتا للكتاب والممثلين بمدينة أتلانتا عند شارع جونيبر بوسط المدينة. أدار الزوجان مدرسة تمثيل للأطفال بمدينة ديكاتور في ولاية جورجيا، بينما كانا يترقبان إنجاب ابنتهما جوليا. حضر أطفال مارتن لوثر كينغ الابن وكوريتا سكوت كينغ هذه المدرسة، وكان والتر روبرتس معلم التمثيل الخاص بابنتهما يولاندا دينيس كينغ. سددت كوريتا كينغ تكاليف المستشفى الخاصة بولادة بيتي روبرتس لابنتها جوليا لتعبر عن شكرها على جهود زوجها والتر روبرتس مع ابنتها يولاندا.
تزوج والداها عام 1955. وطلبت والدتها الطلاق في عام 1971، وانتهت إجراءات الطلاق في أوائل عام 1972. وعاشت جوليا منذ عام 1972 بمدينة سميرنا في ولاية جورجيا، حيث درست في مدرسة فيتزهيو لي الابتدائية، ومدرسة غريفيث المتوسطة، ومدرسة كامبل الثانوية. تزوجت والدتها من مايكل موتس عام 1972، وكان عاطلًا ودائم الاعتداء عليها، ما جعل روبرتس تحتقره. أنجب الزوجان ابنتهما نانسي التي توفيت عن عمر ناهز 37 عامًا يوم 9 فبراير عام 2014 نتيجة لجرعة زائدة من الأدوية. انتهى ذلك الزواج عام 1983 بعدما طلقت بيتي زوجها موتس لأسباب متعلقة بقسوته؛ إذ صرحت بيتي بعد ذلك أن زواجها منه كان أكبر خطأ ارتكبته في حياتها. توفي والد روبرتس بسبب مرض السرطان عندما كانت بعمر العاشرة.
رغبت روبرتس أن تصبح طبيبةً بيطرية خلال طفولتها. وكانت تعزف أيضًا على آلة الكلارينيت الموسيقية في فريق مدرستها. التحقت روبرتس بجامعة ولاية جورجيا بعد تخرجها من مدرسة كامبل الثانوية، ولكنها لم تنجح في التخرج من الجامعة. واتجهت بعد ذلك إلى مدينة نيويورك لتسعى خلف شغفها المهني بالتمثيل. وحصلت روبرتس، بمجرد وصولها هناك، على فرصة بوكالة كليك للعارضين ثم التحقت بفصول التمثيل التعليمية.

## السيرة الفنية
ولدت جوليا روبرتس في مدينة سميرنا بولاية جورجيا، ولم تتصور بأن تكون نجمة في أحد الأيام. حينما كانت طفلة، وبسبب حبها للحيوانات، تمنت أن تكون طبيبة بيطرية، ولكنها درست الصحافة لاحقاً. حينما حقق أخوها إريك روبرتس نجاحاً في هوليوود، قررت جوليا محاولة التمثيل. ظهرت لأول مرة في فيلم "Mystic Pizza" (عام 1988)، وفي نفس العام "Satisfaction". أفلاهما الأولى جعلت لها قاعدة معجبين ليست بصغيرة. قامت جوليا بأحد أشهر أفلامها وهو Pretty Woman في عام 1990، والذي حصلت به ترشيحاً لجائزة أوسكار، كما حصلت على جائزة اختيار الناس لأفضل ممثلة. بالرغم من أنها قامت بأدوار مختلفة في السنوات التالية، إلا أن المعجبين أحبوا أدوارها في الأفلام الكوميدية الرومانسية أكثر. بعد زواج لم يدم طويلاً، اشتهرت جوليا ببعض الارتباطات العاطفية مع ممثلين آخرين. ساهمت في العديد من المنظمات الخيرية التابعة لليونيسيف وزارت العديد من الدول مثل هايتي والهند، لترويج النوايا الحسنة.

## الجوائز والترشيحات

### الترشيحات لجائزة الأوسكار
- أفضل ممثلة مساعدة عام 1990 عن فيلم Steel Magnolias.
- أفضل ممثلة رئيسية عام 1991 عن فيلم امرأة جميلة.
- أفضل ممثلة رئيسية عام 2001 عن فيلم Erin Brockovich وفازت بها.

### الترشيحات لجائزة الجولدن جلوب
- أفضل ممثلة مساعدة عام 1990 عن فيلم Steel Magnolias وفازت بها
- أفضل ممثلة كوميدية أو أستعراضية عام 1991 عن فيلم امرأة جميلة وفازت بها
- أفضل ممثلة كوميدية أو أستعراضية عام 1998 عن فيلم My Best Friend's Wedding
- أفضل ممثلة كوميدية أو أستعراضية عام 2000 عن فيلم نوتينغ هيل
- أفضل ممثلة عام 2001 عن فيلم Erin Brockovich وفازت بها
- أفضل ممثلة مساعدة عام 2008 عن فيلم Charlie Wilson's War
- أفضل ممثلة كوميدية أو أستعراضية عام 2010 عن فيلم Duplicity

## قائمة الأفلام
| - Wonder (عام 2017) - Eat, Pray, Love (عام 2010) - Valentine's Day (عام 2010) - Duplicity (عام 2009) - Fireflies in the Garden (عام 2008) - Charlie Wilson's War(عام 2007) - The Ant Bully (عام 2006) - Ocean's Twelve (عام 2004) - Closer (عام 2004) - Mona Lisa Smile (عام 2003) - Confessions of a Dangerous Mind (عام 2002) - Full Frontal (عام 2002) - Grand Champion (عام 2002) - Ocean's Eleven (عام 2001) - America's Sweethearts (عام 2001) - The Mexican (عام 2001) - Erin Brockovich (عام 2000) - Runaway Bride (عام 1999) - Notting Hill (عام 1999) - Stepmom (عام 1998) - Conspiracy Theory (عام 1997) - My Best Friend's Wedding (عام 1997) - Everyone Says I Love You (عام 1996) - Michael Collins (عام 1996) | - Mary Reilly (عام 1996) - Something to Talk About (عام 1995) - Before Your Eyes: Angelie's Secret (عام 1995) - Prêt-à-Porter (عام 1994) - I Love Trouble (عام 1994) - The Pelican Brief (عام 1993) - Hook (عام 1991) - Dying Young (عام 1991) - Sleeping with the Enemy (عام 1991) - Flatliners (عام 1990) - Pretty Woman (عام 1990) - Steel Magnolias (عام 1989) - Blood Red (عام 1989) - Mystic Pizza (عام 1988) - Baja Oklahoma (عام 1988) - Satisfaction (عام 1988) - Firehouse (عام 1987) |

## روابط خارجية
جوليا روبرتس على Rotten Tomatoes
- جوليا روبرتس على موقع IMDb (الإنجليزية)
- جوليا روبرتس على موقع ميتاكريتيك (الإنجليزية)
- جوليا روبرتس على موقع الموسوعة البريطانية (الإنجليزية)
- جوليا روبرتس على موقع روتن توميتوز (الإنجليزية)
- جوليا روبرتس على موقع مونزينجر (الألمانية)
- جوليا روبرتس على موقع قاعدة بيانات الأفلام العربية
- جوليا روبرتس على موقع ألو سيني (الفرنسية)
- جوليا روبرتس على موقع ميوزك برينز (الإنجليزية)
- جوليا روبرتس على موقع تيرنر كلاسيك موفيز (الإنجليزية)
- جوليا روبرتس على موقع أول موفي (الإنجليزية)
- Julia_Roberts في موقع بيبول.كوم